# You In-tak
You In-tak, in hangŭl: 유인탁 (10 gennaio 1958), è un ex lottatore sudcoreano.

## Palmarès

### Olimpiadi
- 1 medaglia:
  - 1 oro (Los Angeles 1984 nei pesi leggeri)

### Universiadi
- 1 medaglia:
  - 1 argento (Bucarest 1981 nei pesi leggeri)